# Drog

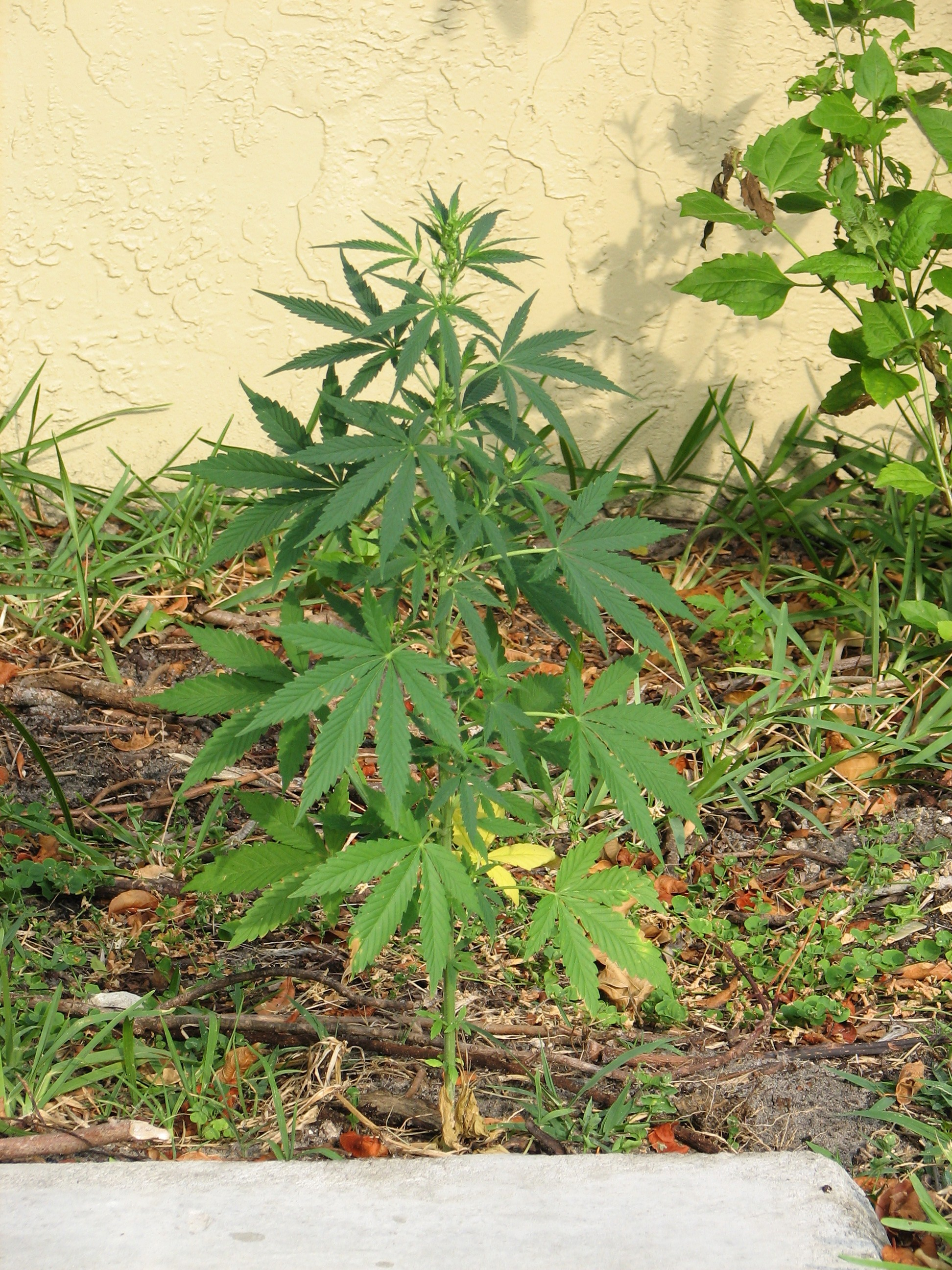
Plantă de cânepă

Drog este un termen folosit pentru a desemna substanțe naturale sau sintetice care, prin natura lor chimică, modifică funcționarea unui organ sau a sistemului nervos central și pot influența starea psihică, percepția, dispoziția sau comportamentul unei persoane. În uzul cotidian, termenul este adesea asociat cu substanțele psihoactive, în special cele ilegale. Totuși, în sens științific mai larg, un drog este orice substanță chimică care, odată administrată unui organism viu, produce modificări fiziologice sau psihice.
Unele dintre aceste substanțe pot duce la dezvoltarea toleranței și/sau a dependenței în cazul unui consum repetat sau abuziv, însă nu toate drogurile sunt în mod necesar asociate cu aceste efecte. Riscurile depind de dozaj, frecvență și contextul de utilizare.
Există o serie de termeni care sunt adesea utilizați în mod interschimbabil cu „drog”, precum medicament, substanță psihoactivă, psihotrop, produs chimic, stupefiant sau narcotic. Totuși, acești termeni au sensuri diferite în funcție de contextul medical, juridic sau social. De exemplu, medicamentul este un drog utilizat în scop terapeutic, în timp ce stupefiantul și narcoticul sunt termeni juridici care desemnează droguri cu potențial de abuz și regim de control. Termeni precum psihoactiv sau psihotrop descriu substanțe care influențează funcțiile mentale. În general, acești termeni au fost asociați cu ideea de dependență, însă nu toate substanțele incluse în aceste categorii sunt în mod necesar adictive sau periculoase în sine; riscurile depind de dozaj, frecvență și contextul de utilizare.
Pe lângă utilizările medicale sau recreaționale, anumite substanțe psihoactive sunt folosite și în contexte exploratorii sau experimentale, în cadrul practicilor denumite generic psihonautice. Psihonautica studiază și utilizează droguri psihoactive pentru a explora conștiința, percepția sau alte procese mentale, de obicei într-un cadru controlat, cu scopuri introspective, cognitive sau epistemologice. Această utilizare este adesea reglementată și controversată, însă este distinctă de consumul recreațional sau terapeutic.
Potrivit Organizației Mondiale a Sănătății (OMS), drogurile psihoactive sunt substanțele care, atunci când sunt administrate, afectează procesele mentale, cum ar fi percepția, conștiința, cogniția sau dispoziția și emoțiile.
În Dicționarul explicativ al limbii române (DEX), sensul termenului drog a evoluat în timp. În ediția din 1978, drogul era definit ca materie primă de origine vegetală sau animală utilizată la prepararea medicamentelor. În ediția din 1998, definiția s-a extins pentru a include substanțele stupefiante sau medicamentele cu potențial psihoactiv.
Drogul poate fi o substanță solidă, lichidă sau gazoasă, care afectează direct creierul și sistemul nervos, schimbă sentimentele, dispoziția și gândirea, percepția și/sau starea de conștiență, modificând imaginea asupra realității înconjurătoare.

## Etimologie
Din punct de vedere etimologic, există mai multe versiuni:
- cuvântul persan droa care înseamnă miros aromatic
- cuvântul evreiesc rahab care înseamnă parfum
- drog provine din cuvântul olandez droog, care înseamnă sec sau produs uscat; acest termen s-ar putea referi la extractul uscat care se poate obține în urma coacerii a numeroase produse naturale
- cuvântul drog ar proveni din limba celtă: droug, care înseamnă rău sau amar.

## Scurt istoric
Din cele mai vechi timpuri oamenii au cunoscut proprietățile drogurilor. Acestea erau folosite în cadrul ceremoniilor religioase, al ritualurilor mistice, în scopuri terapeutice, dar și pentru a induce o stare de plăcere, având în vedere tocmai efectele pe care drogurile le produc asupra organismului uman. Astfel, în urmă cu circa 7.000 de ani, macul, din care se produce opiul și derivatele sale, era menționat în tăblițele sumerienilor din Mesopotamia. 
În anii 3400 î.Hr., în zonele inferioare ale Mesopotamiei erau cultivate lanuri de maci pentru producerea de opiu. Sumerienii îl numeau Hul Gil, care se traduce prin „planta fericirii”. Știința cultivării macilor a trecut de la sumerieni la asirieni, babiloniei și, în cele din urmă, la egipteni.

La 1300 î.Hr., și egiptenii cultivau opium thebaicum, numit după capitala lor, Teba. Din Teba, egiptenii făceau negoț cu opiu în tot Orientul Mijlociu și în
Europa. În această perioadă, efectele opiului erau considerate magice,ciudate sau mistice.

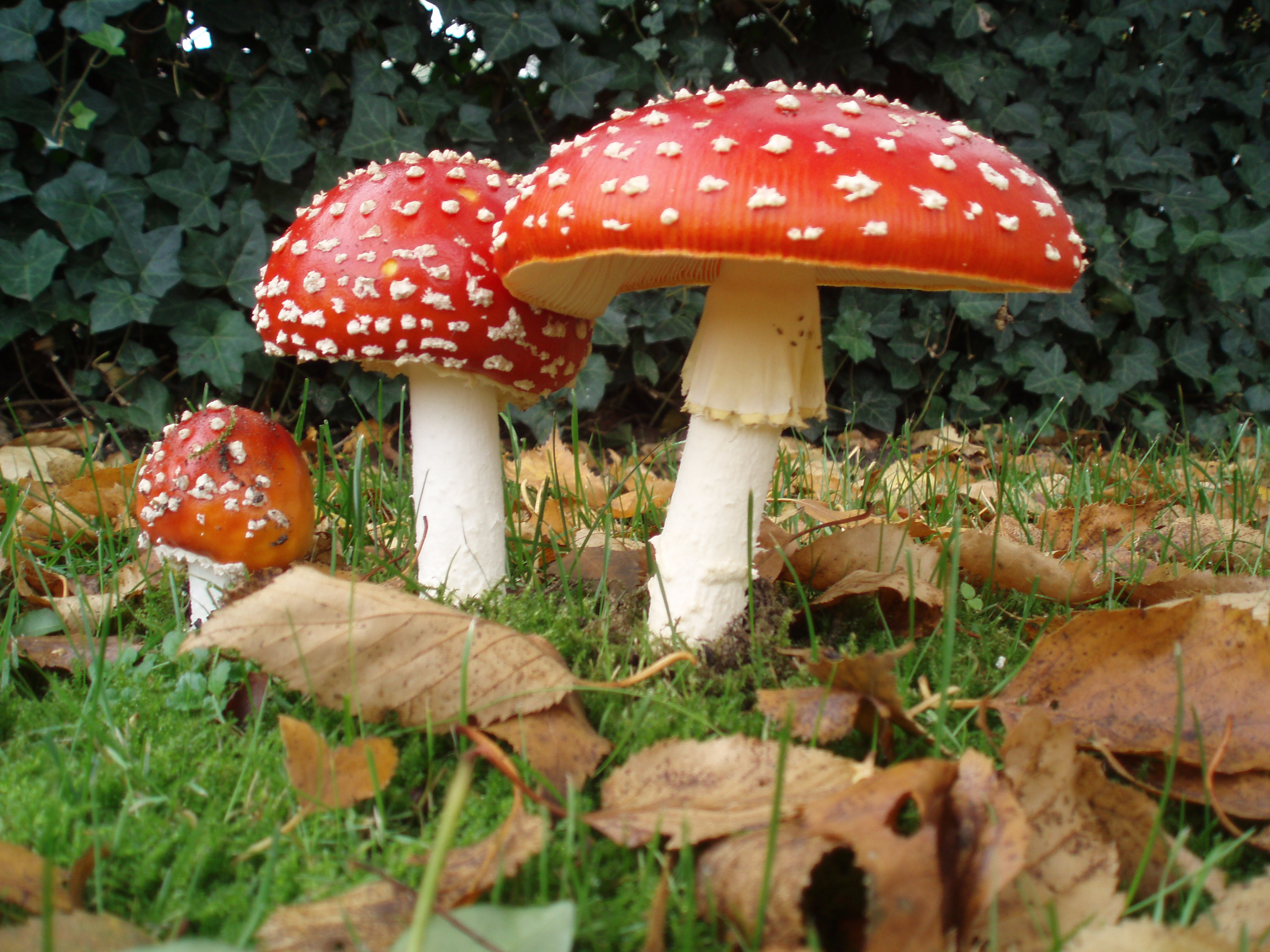
Amanita muscaria

Șamanii foloseau o ciupercă toxică, Amanita muscaria (muscăriță), sub formă de pulbere pentru a îndepărta tulburările psihice ale prizonierilor sau ale deportaților în Siberia. 
Cel mai vestit medic al Greciei antice, Hippocrate, a infirmat credințele mistice afirmând că opiumul nu este magic. Acesta a observat în schimb calitățile de anestezic și stiptic (medicament folosit pentru a opri sângerările).
Alchimiștii de la sfârșitul dinastiei Han (secolele II–IV) posedau „pudra celor cinci pietre”, drog ce era în totalitate de origine minerală, însă în combinație cu canabisul s-a răspândit masiv în China.
În 1817, Pierre Jean Robiquet a izolat narcotina și tot el a fost cel care a reușit să extragă codeina.
Începând cu anul 1827, firma Merck, cu sediul la Darmstad, trece la fabricarea morfinei, iar în 1848, George Merck izolează papaverina. În anul 1874 C. R. Alder Wright, pornind de la morfină, a sintetizat un nou produs mult mai puternic, heroina, care în anul 1898 se comercializa ca medicament. 
În anul 1912 la Haga este adoptată Convenția Internațională a Opiului. Preocupările reglementării consumului de opiu au continuat prin alte două întâlniri care au adoptat Convențiile de la Geneva, din 19 februarie 1925 cu privire la combaterea opiului și cea din 13 iulie 1931 pentru limitarea fabricării și reglementarea distribuirii stupefiantelor.
În 1945, în cadrul Comitetului Economic și Social al ONU (ECOSOC), a fost înființată Comisia Națiunilor Unite privind stupefiantele (CND)

## Mod de funcționare
Fiecare drog acționează asupra unui neurotransmițător sau receptor la nivelul sinapselor din neuroni, această acțiune ducând în general la efecte adverse pe termen lung: 

## Clasificare
Există mai multe clasificări ale drogurilor, în funcție de criteriul avut în vedere. Astfel, din punctul de vedere al efectului asupra sistemului nervos central, drogurile se clasifică în următoarele clase:

### Droguri Psiholeptice (inhibitoare ale sistemului nervos central)
- opioide: mialgin, fortral, metadonă, ketamină etc
- opiacee:opiu, morfină, heroină, codeină, papaverină
- tranchilizante, anxiolitice-benzodiazepine: alprazolam, diazepam, lorazepam, medazepam, nitrazepam etc
- barbiturice-somnifere: barbital, fenobarbital etc
- solvenți: toluen, acetonă, butan.
- alcool. [6]

### Droguri Psihoanaleptice (stimulente ale sistemului nervos central)
- cocaină
- amfetamine și derivați: MDMA (Ecstasy)
- produse pe bază de cofeină: cafea, ceai, băuturi energizante
- nicotină din tutun.

### Droguri Psihodisleptice (care produc modificări ale sistemului nervos central)
- derivate din canabis: hașiș, marijuana
- halucinogene: plante și ciuperci cum ar fi mescalină, peyote, psilocybină, LSD, compuși sintetici halucinogeni (DMT, DET, DPT, STP)
- anticolinergice: atropină, benztropină, scopolamină etc.

În funcție de originea produsului se clasifică în:
- droguri naturale, obținute direct din plante sau arbuști: opiu și opiacee, cannabis și rășina acestuia, khat, frunze de coca și derivați, alte plante halucinogene.
- droguri de semisinteză, realizate prin procedee chimice pornind de la o substanță naturală extrasă dintr-un produs vegetal: heroină, LSD etc.
- droguri sintetice (de sinteză), elaborate în întregime prin sinteze chimice: metadonă, mescalină, LSD 25, amfetamină, ecstasy ori alte substanțe psihotrope obținute în laboratoare clandestine. Tot în această categorie sunt incluși și solvenții volatili și alte produse cu proprietăți asemănătoare drogurilor. Tot droguri de sinteză sunt considerate mai multe produse ce sunt deturnate de la folosirea lor tradițională, fiind totodată larg răspândite și ușor de procurat. Acestea antrenează o puternică dependență psihică și uneori fizică producând totodată și fenomenul de toleranță.

Un alt criteriu de grupare și clasificare a drogurilor este cel juridic, care face diferențierea între drogurile legale și ilegale sau de risc. Printre drogurile legale se găsesc, de exemplu, alcoolul, cofeina, nicotina, iar din cele ilegale cocaina, heroina, hașiș, canabis, Ecstasy, LSD etc. 
Din categoria droguri de risc fac parte: produsele perturbatoare sau halucinogene, care alterează starea de conștiență (canabis, LSD, psilocibină, mescalină, DMT, ecstasy, phenciclidină, peyote, psilocynă etc).
Drogurile de mare risc includ droguri care inhibă activitatea sistemului nervos central și drogurile stimulente.
De asemenea, în funcție de modul de administrare, drogurile pot fi clasificate în: injectabile, ingerabile, de prizare, de masticare, de fumare, de inhalare; unele se pot administra și sub formă de supozitoare.

## Convenții internaționale
- Convenția unică asupra substanțelor stupefiante din 1961, la care România a aderat prin Decretul nr. 626/1973
- Convenția asupra substanțelor psihotrope din 1971, la care România a aderat prin Legea nr. 118/1992
- Convenția Națiunilor Unite contra traficului ilicit de stupefiante și substanțe psihotrope din 1988, adoptată de România prin Legea nr. 118/1992.[12]

## Legislație națională
- Legea nr. 143 din 26 iulie 2000 privind prevenirea și combaterea traficului și consumului ilicit de droguri
- Legea nr. 339 din 5 decembrie 2005 privind regimul juridic al plantelor, substanțelor și preparatelor stupefiante și psihotrope
- Legea nr. 381 din 28 septembrie 2004 privind unele măsuri financiare în domeniul prevenirii și combaterii traficului și consumului ilicit de droguri
- Hotărâre nr.461 din 11.05.2011 privind organizarea și funcționarea Agenției Naționale Antidrog.[13][14]